# علي يزيد
علي يزيد سالم لاعب كرة قدم سعودي دولي سابق سعودي .

## مسيرة اللاعب
بدأ اللاعب في نادي النصر و كان يتوقع له مستقبل زاهر و لكن تعثرت مسيرته بسبب الإصابات و لعب بعد النصر مع نادي الفيحاء .